# روبرت غلاك
روبرت غلاك (بالإنجليزية: Robert Gluck)‏ هو ملحن وعازف بيانو أمريكي، ولد في 1955.

## وصلات خارجية
- روبرت غلاك على موقع ديسكوغز (الإنجليزية)